# 斯科塔爾西克
48°44′13″N 23°16′1″E / 48.73694°N 23.26694°E
斯科塔爾西克（烏克蘭語：Скотарське），是烏克蘭西部的村莊，隸屬伊萬諾-弗蘭科夫斯克州的卡盧什區。該村面積15.88平方公里，2001年人口1,029，人口密度每平方公里64.8人。